# ويليام دامشك
ويليام دامشك (بالإنجليزية: William Dameshek)‏ طبيب أمريكي (1900-1969) تخصص في أمراض الدم وله إسهامات عديدة في هذا المجال. أسس مجلة الدم (بالإنجليزية: Blood)‏ الرائدة في امراض الدم في عام 1946. يعتبر أول من استخدم مصطلح مرض التكاثر النقوي لوصف مجموعة من الأمراض في عام 1951. أيضاً يعتبر أول من وصف مرض ابيضاض الدم الليمفاوي المزمن. في عام 1964 ترأس الجمعية الأمريكية لأمراض الدم . له العديد من الإسهامات والابحاث المختلفة في مجال امراض الدم، وتقديرا لدوره تمنح الجمعية الأمريكية لأمراض الدم جائزة بأسمه سنويا لمن قدم إسهامات مهمه في هذا المجال . 